# Porrhothele antipodiana
Porrhothele antipodiana este un păianjen veninos din familia Hexathelidae.

Acest păianjen este răspândit în Noua Zeelandă și pe insulele Chatham, în tufișuri și grădini. Masculul își părăsesc vizuina vara, în căutarea femeli. Ei preferă locurile cu umiditate ridicată, de aceea uneori pot fi găsiți în baie, de exemplu.
Locuies printre pietre, frunziși, bușteni, sapă viuzuină căptușită cu pânză. Intrarea este împânzită, victima atingând-o semnalează prezența sa. Se hrănește cu insecet, uneori cu melci și rozătoare.

Mușcătura acestuia poate căuza iritație, inflamație sau amorțirea loculi mușcat. Persona mușcată trebuie să dezinfecteze rana pentru a evita pătrunderea infecțiilor. Veninul nu este periculo pentru om.

Regizorul Peter Jackson a utilizat aspectul acestei specii în trilogia Stăpânul inelelor pentru a crea păianjenul gigantic Shelob.